# K-MIX HEADLINE NEWS
K-mix HEADLINE NEWS（ケイミックス・ヘッドライン・ニュース）は、静岡エフエム放送（K-mix）で放送されている定時のニュース番組である。
中日新聞（東海本社）提供による『中日新聞ニュース』で、全国のニュースと県内のニュースを扱う。放送時間は正味3分。

## 特徴
- 平日の日中は毎正時ごとに放送される。（11時台除く）
- 土曜と日曜の午後は毎時55分の放送枠のうちおよそ2時間おきの放送となる。
- ジングルとBGMはキャッチコピー改定時に更新され、2023年4月に現行のモノに更新された。
- 平日及び土日で提供がない場合は「K-mix HEADLINE NEWS brought you by Chunichi Shimbun」（ケイミックス・ヘッドライン・ニュース ブロート・ユー・バイ・チュウニチ・シンブン）となり、提供がある場合は「brought you by Chunichi Shimbun」の部分をアナウンサーが提供クレジットを読み上げる[要出典]。
- 2013年4月より、平日日中毎正時の放送の順序が変更となり、K-MIX Traffic&Weather Informationに続いて放送されている。また、13時台の放送枠が追加された。さらに、土日の日中帯は交通情報と統合されてNEWS & TRAFFICとなり、BGMも異なる。
- 『K-mix モーニング ラジラ』内では、コーナーとしてニュースを数回放送している。
- 中日新聞提供であるが、中日新聞のCMが流れることはない。ただし、『月刊ドラゴンズ』のCMが流れることがある。また、中日新聞とは関係のない企業がスポンサーに付くこともある。
- JFNからニュースを受けるのは、緊急時を除き『ONE MORNING』のみである。

## 放送時間
2025年2月時点。
T…NEWS & TRAFFIC
|    | 月曜 - 木曜 | 金曜      | 土曜    | 日曜    |
| -- | ----------- | --------- | ------- | ------- |
| 7  | 7:37        | 7:37      |         |         |
| 8  | 8:20 8:45   | 8:20 8:45 | 8:00 T  | 8:55    |
| 9  | 9:03        | 9:03      |         |         |
| 10 | 10:03       | 10:03     |         |         |
| 11 |             |           |         | 11:55 T |
| 12 | 12:04       | 12:04     |         |         |
| 13 | 13:03       | 13:03     |         | 13:55 T |
| 14 | 14:03       | 14:03     | 14:55 T |         |
| 15 | 15:03       | 15:03     |         | 15:55 T |
| 16 | 16:04       | 16:03     | 16:55 T |         |
| 17 |             |           |         |         |
| 18 | 18:55       | 18:55     | 18:55   | 18:55   |
| 19 | 19:55       |           |         |         |
| 20 |             | 20:55     | 20:55   | 20:55   |